# 71: Into the Fire
71: Into the Fire (hangul: 포화 속으로; rr: Pohwa Sogeuro)) é um filme sul-coreano do gênero guerra dirigido por Lee Jae-han. Sua estreia ocorreu em 16 de junho de 2010, obtendo uma bilheteria total de 3.358.960, o que levou a ser o quarto filme sul-coreano mais visto no país em 2010.

## Enredo
Quando a Guerra da Coreia eclode com a invasão da Coreia do Norte a Coreia do Sul em 25 de junho de 1950, os sul-coreanos trazem toda sua força militar para a região sul do Rio Nakdong a fim de evitar a sua invasão. Assim, Kang Seok-dae (Kim Seung Woo) o comandante de uma unidade de defesa em Pohang, tem que entregar a área nas mãos de 71 alunos-soldados inexperientes, que travam uma guerra em uma escola fundamental para meninas, contra um exército norte-coreano de forte artilharia, que avança a fim de enfrentá-los. Sem treinamento e com medo, os alunos-soldados esperam ansiosamente Seok-dae retornar conseguindo evitar o avanço dos norte-coreanos por onze horas.
O filme é baseado na história real dos 71 alunos-soldados e inspirado em uma carta encontrada de um deles.

## Elenco
- Choi Seung-hyun (T.O.P) como Oh Jang-beom
- Cha Seung-won como Major Park Moo-rang
- Kwon Sang-woo como Koo Gap-jo
- Kim Seung-woo como Capitão Kang Seok-dae
- Park Jin-hee como enfermeira
- Ronald G. Roman  como John H. Church
- Kim Sung-ryung como mãe de Jang-beom

## Prêmios e indicações
| Ano  | Prêmio                      | Categoria                          | Beneficiário                | Resultado |
| ---- | --------------------------- | ---------------------------------- | --------------------------- | --------- |
| 2010 | Korean Film Awards          | Melhor Ator Revelação              | Choi Seung-hyun (T.O.P)     | Indicado  |
| 2010 | Korean Film Awards          | Efeitos Visuais                    | Kim Tae-hun, Ryu Hee-jung   | Indicado  |
| 2010 | Korean Film Awards          | Som                                | Park Jong-geun, Park Jun-oh | Indicado  |
| 2010 | Blue Dragon Awards          | Melhor Cinematografia              | Chan-min Choi               | Indicado  |
| 2010 | Blue Dragon Awards          | Melhor Iluminação                  | Young-jong Yoo              | Indicado  |
| 2010 | Blue Dragon Awards          | Melhor Ator Revelação              | Choi Seung-hyun (T.O.P)     | Venceu    |
| 2010 | Blue Dragon Awards          | Popularidade                       | Choi Seung-hyun (T.O.P)     | Venceu    |
| 2010 | Grand Bell Awards           | Melhor Ator Revelação              | Choi Seung-hyun (T.O.P)     | Indicado  |
| 2010 | Grand Bell Awards           | Popularidade Hallyu                | Choi Seung-hyun (T.O.P)     | Venceu    |
| 2010 | Icheon Chunsa Film Festival | Escolha do Juri                    | 71: Into the Fire           | Venceu    |
| 2010 | Icheon Chunsa Film Festival | Produtor                           | Jung Tae-won                | Venceu    |
| 2010 | Icheon Chunsa Film Festival | Som                                | Park Jong-geun, Park Jun-oh | Venceu    |
| 2011 | Asian Film Awards           | Melhor Efeito Visual               | Kim Tae-hun, Ryu Hee-jung   | Indicado  |
| 2011 | Asian Film Awards           | Melhor Recém-chegado               | Choi Seung-hyun (T.O.P)     | Indicado  |
| 2011 | Baeksang Arts Awards        | Melhor Ator Revelação              | Choi Seung-hyun (T.O.P)     | Venceu    |
| 2011 | Baeksang Arts Awards        | Prêmio de Popularidade (masculino) | Choi Seunghyun (T.O.P)      | Venceu    |
| 2011 | Max Movie Awards            | Melhor Ator Revelação              | Choi Seung-hyun (T.O.P)     | Venceu    |